# Cerodontha honshuensis
Cerodontha honshuensis är en tvåvingeart som beskrevs av Henry Wetherbee Henshaw 1989. Cerodontha honshuensis ingår i släktet Cerodontha och familjen minerarflugor. Inga underarter finns listade i Catalogue of Life.